# نيت كولبيرت
نيت كولبيرت (بالإنجليزية: Nate Colbert)‏ هو لاعب كرة قاعدة أمريكي، ولد في 9 أبريل 1946 في سانت لويس في الولايات المتحدة.

## وصلات خارجية
- نيت كولبيرت على موقعبيزبول رفرنس.كوم (الدوري الرئيسي) (الإنجليزية)
- نيت كولبيرت على موقعبيزبول رفرنس.كوم (الدوري الثانوي) (الإنجليزية)
- نيت كولبيرت على موقع مشجعي الرسوم البيانية (الإنجليزية)